# Etántiol
Az etántiol a merkaptánok közé tartozó szerves vegyület, képlete CH3CH2SH. Egy etilcsoportból (CH3CH2) áll, amely egy tiolcsoporthoz (SH) kapcsolódik.

## Fizikai tulajdonságai
Színtelen, kellemetlen szagú folyadék, mely vízben rosszul, alkoholban jól oldódik. Rendkívül tűzveszélyes, gőzei a levegővel keveredve robbanóelegyet képeznek. Belélegezve szédülést, fejfájást, hányinger okoz.
Oxidációra rendkívül érzékeny, így oxigéntől elzárva kell tárolni.

## Szag
Az etántiolnak nagyon kellemetlen szaga van, amelyet az ember igen kis koncentrációban is érez (egyetlen etántiol a 2800 millió levegőmolekula között). Szaga a póréhagyma vagy a vöröshagyma szagára emlékeztet. Etántiolt szándékosan adagolnak a szagtalan földgázhoz és a propán-bután gázhoz, hogy a tűz- és robbanásveszélyt megelőzzék.

## Reakciók

### Előállítása
Etil-halogenidekből nátrium-hidrogén-szulfid segítségével:
{\displaystyle {\ce {CH3-CH2-I + NaHS -> CH3-CH2-SH + NaI}}}
Vagy fémsóiból sósav segítségével:
{\displaystyle {\ce {CH3-CH2-SK + HCl -> CH3-CH2-SH + KCl}}}

### Felhasználása
Nátriumsójából tioétereket lehet előállítani:
{\displaystyle {\ce {CH3-CH2-SNa + R-I -> CH3-CH2-S-R + NaI}}}
Erélyes oxidáció hatására etánszulfonsavat képez:
{\displaystyle {\ce {CH3-CH2-SH ->[{\ce {HNO3}}][{\ce {O2}}] CH3-CH2-SO3H}}}
Enyhe oxidáció hatására diszulfidot képez:
{\displaystyle {\ce {2 CH3-CH2-SH <->[{\ce {-H2}}][{\ce {+H2}}] CH3-CH2-S-S-CH2-CH3}}}